# Daniel Wellington
Daniel Wellington (estilizado con una capital inversa D) es una compañía de relojes sueca, fundada en 2011 por Filip Tysander.
Un modelo clásico de Daniel Wellington.
Con sede en el centro de Estocolmo, Suecia, la empresa cuenta con diferentes redes en más de 25 países.
Los relojes son fabricados en China, diseñados en Suecia y utilizan un movimiento de cuarzo hecho por Miyota, una compañía japonesa.
La compañía ha tenido éxito a través de su estrategia digital en redes sociales como Instagram.
En febrero de 2017, Daniel Wellington fue nombrada la compañía de más rápido crecimiento en Europa. La compañía obtuvo $ 230 millones en ingresos y $ 111.5 millones en ganancias en 2016. La compañía sueca ha reportado un crecimiento de 4,695% en tres años. La crítica se ha dirigido a la percepción de falta de novedad y valor de la marca.